# París-Niza 2021
La 79.ª edición de la París-Niza fue una carrera de ciclismo en ruta por etapas que se celebró entre el 7 y el 14 de marzo de 2021 en Francia con inicio en la ciudad de Saint-Cyr-l'École y final en la ciudad de Levens sobre un recorrido de 1173,8 kilómetros.
La carrera formó parte del UCI WorldTour 2021, calendario ciclístico de máximo nivel mundial, siendo la cuarta carrera de dicho circuito y fue ganada por el alemán Maximilian Schachmann del Bora-Hansgrohe. Completaron el podio, como segundo y tercer clasificado respectivamente, el ruso Aleksandr Vlasov y el español Ion Izagirre, ambos del Astana-Premier Tech.

## Equipos participantes
Tomaron parte en la carrera 23 equipos: 19 de categoría UCI WorldTeam y 4 de categoría UCI ProTeam. Formaron así un pelotón de 161 ciclistas de los que acabaron 127. Los equipos participantes fueron:
| WorldTeams (19)- AG2R Citroën Team - Astana-Premier Tech - Bahrain Victorious - Team BikeExchange - Bora-Hansgrohe - Cofidis - Deceuninck-Quick Step - Team DSM - EF Education-Nippo - Groupama-FDJ - Ineos Grenadiers - Intermarché-Wanty-Gobert Matériaux - Israel Start-Up Nation - Jumbo-Visma - Lotto Soudal - Movistar Team - Qhubeka Assos - Trek-Segafredo - UAE Team Emirates ProTeams (4)- Alpecin-Fenix - Arkéa-Samsic - B&B Hotels p/b KTM - Total Direct Énergie |
| |

## Recorrido
La París-Niza dispuso de ocho etapas divido en dos etapas llanas, cuatro de media montaña, una etapa de montaña y una contrarreloj individual para un recorrido total de 1173,8 kilómetros.
| Etapa     | Fecha     | Recorrido                             | type                    | Distancia (km) | Desnivel (m) | Ganador          | Líder                 |
| --------- | --------- | ------------------------------------- | ----------------------- | -------------- | ------------ | ---------------- | --------------------- |
| 1.ª etapa | 7 de mar  | Saint-Cyr-l'École – Saint-Cyr-l'École | etapa escarpada         | 166            | 1525 m       | Sam Bennett      | Sam Bennett           |
| 2.ª etapa | 8 de mar  | Oinville-sur-Montcient – Amilly       | etapa llana             | 188            | 1016 m       | Cees Bol         | Michael Matthews      |
| 3.ª etapa | 9 de mar  | Gien – Gien                           | contrarreloj individual | 14,4           | 102 m        | Stefan Bissegger | Stefan Bissegger      |
| 4.ª etapa | 10 de mar | Chalon-sur-Saône – Chiroubles         | etapa escarpada         | 188            | 3540 m       | Primož Roglič    | Primož Roglič         |
| 5.ª etapa | 11 de mar | Vienne – Bollène                      | etapa llana             | 203            | 926 m        | Sam Bennett      | Primož Roglič         |
| 6.ª etapa | 12 de mar | Brignoles – Biot                      | etapa escarpada         | 202,5          | 3181 m       | Primož Roglič    | Primož Roglič         |
| 7.ª etapa | 13 de mar | Le Broc – Valdeblore                  | etapa de montaña        | 119,2          | 3127 m       | Primož Roglič    | Primož Roglič         |
| 8.ª etapa | 14 de mar | Plan-du-Var – Levens                  | etapa escarpada         | 93,1           | 2006 m       | Magnus Cort      | Maximilian Schachmann |

## Desarrollo de la carrera

### 1.ª etapa
| Saint-Cyr-l'École - Saint-Cyr-l'École | etapa escarpada | (166 km) |

| \| Clasificación de la etapa \| Clasificación de la etapa \| Clasificación de la etapa \| Clasificación de la etapa \| Clasificación de la etapa \| \| Ciclista \| Ciclista \| Equipo \| Tiempo \| \| \| ------------------------- \| ------------------------- \| ------------------------- \| ------------------------- \| ------------------------- \| \| 1.º \| Sam Bennett \| Deceuninck-Quick Step \| 3 h 51 min 38 s \| \| \| 2.º \| Arnaud Démare \| Groupama-FDJ \| + 0 s \| \| \| 3.º \| Mads Pedersen \| Trek-Segafredo \| + 0 s \| \| \| 4.º \| Jasper Philipsen \| Alpecin-Fenix \| + 0 s \| \| \| 5.º \| Bryan Coquard \| B&B Hotels p/b KTM \| + 0 s \| \| \| 6.º \| Pascal Ackermann \| Bora-Hansgrohe \| + 0 s \| \| \| 7.º \| Phil Bauhaus \| Bahrain Victorious \| + 0 s \| \| \| 8.º \| Christophe Laporte \| Cofidis \| + 0 s \| \| \| 9.º \| André Greipel \| Israel Start-Up Nation \| + 0 s \| \| \| 10.º \| Rudy Barbier \| Israel Start-Up Nation \| + 0 s \| \| |                    |                        |                 |
| |                    |                        |                 |
| Fuente: ProCyclingStats |                    |                        |                 |
| Clasificación de la etapa |                    |                        |                 |
| Ciclista | Ciclista           | Equipo                 | Tiempo          |
| 1.º | Sam Bennett        | Deceuninck-Quick Step  | 3 h 51 min 38 s |
| 2.º | Arnaud Démare      | Groupama-FDJ           | + 0 s           |
| 3.º | Mads Pedersen      | Trek-Segafredo         | + 0 s           |
| 4.º | Jasper Philipsen   | Alpecin-Fenix          | + 0 s           |
| 5.º | Bryan Coquard      | B&B Hotels p/b KTM     | + 0 s           |
| 6.º | Pascal Ackermann   | Bora-Hansgrohe         | + 0 s           |
| 7.º | Phil Bauhaus       | Bahrain Victorious     | + 0 s           |
| 8.º | Christophe Laporte | Cofidis                | + 0 s           |
| 9.º | André Greipel      | Israel Start-Up Nation | + 0 s           |
| 10.º | Rudy Barbier       | Israel Start-Up Nation | + 0 s           |

| \| Clasificación general \| Clasificación general \| Clasificación general \| Clasificación general \| Clasificación general \| \| Ciclista \| Ciclista \| Equipo \| Tiempo \| \| \| --------------------- \| --------------------- \| --------------------- \| --------------------- \| --------------------- \| \| 1.º \| Sam Bennett \| Deceuninck-Quick Step \| 3 h 51 min 28 s \| \| \| 2.º \| Arnaud Démare \| Groupama-FDJ \| + 4 s \| \| \| 3.º \| Michael Matthews \| BikeExchange \| + 5 s \| \| \| 4.º \| Mads Pedersen \| Trek-Segafredo \| + 6 s \| \| \| 5.º \| Benjamin Swift \| Ineos Grenadiers \| + 9 s \| \| \| 6.º \| Jasper Philipsen \| Alpecin-Fenix \| + 10 s \| \| \| 7.º \| Bryan Coquard \| B&B Hotels p/b KTM \| + 10 s \| \| \| 8.º \| Pascal Ackermann \| Bora-Hansgrohe \| + 10 s \| \| \| 9.º \| Phil Bauhaus \| Bahrain Victorious \| + 10 s \| \| \| 10.º \| Christophe Laporte \| Cofidis \| + 10 s \| \| |                    |                       |                 |
| |                    |                       |                 |
| Fuente: ProCyclingStats |                    |                       |                 |
| Clasificación general |                    |                       |                 |
| Ciclista | Ciclista           | Equipo                | Tiempo          |
| 1.º | Sam Bennett        | Deceuninck-Quick Step | 3 h 51 min 28 s |
| 2.º | Arnaud Démare      | Groupama-FDJ          | + 4 s           |
| 3.º | Michael Matthews   | BikeExchange          | + 5 s           |
| 4.º | Mads Pedersen      | Trek-Segafredo        | + 6 s           |
| 5.º | Benjamin Swift     | Ineos Grenadiers      | + 9 s           |
| 6.º | Jasper Philipsen   | Alpecin-Fenix         | + 10 s          |
| 7.º | Bryan Coquard      | B&B Hotels p/b KTM    | + 10 s          |
| 8.º | Pascal Ackermann   | Bora-Hansgrohe        | + 10 s          |
| 9.º | Phil Bauhaus       | Bahrain Victorious    | + 10 s          |
| 10.º | Christophe Laporte | Cofidis               | + 10 s          |

### 2.ª etapa
| Oinville-sur-Montcient - Amilly | etapa llana | (188 km) |

| \| Clasificación de la etapa \| Clasificación de la etapa \| Clasificación de la etapa \| Clasificación de la etapa \| Clasificación de la etapa \| \| Ciclista \| Ciclista \| Equipo \| Tiempo \| \| \| ------------------------- \| ------------------------- \| ------------------------- \| ------------------------- \| ------------------------- \| \| 1.º \| Cees Bol \| Team DSM \| 4 h 27 min 59 s \| \| \| 2.º \| Mads Pedersen \| Trek-Segafredo \| + 0 s \| \| \| 3.º \| Michael Matthews \| BikeExchange \| + 0 s \| \| \| 4.º \| Bryan Coquard \| B&B Hotels p/b KTM \| + 0 s \| \| \| 5.º \| Sam Bennett \| Deceuninck-Quick Step \| + 0 s \| \| \| 6.º \| John Degenkolb \| Lotto-Soudal \| + 0 s \| \| \| 7.º \| Pascal Ackermann \| Bora-Hansgrohe \| + 0 s \| \| \| 8.º \| Phil Bauhaus \| Bahrain Victorious \| + 0 s \| \| \| 9.º \| Jasper Philipsen \| Alpecin-Fenix \| + 0 s \| \| \| 10.º \| Rudy Barbier \| Israel Start-Up Nation \| + 0 s \| \| |                  |                        |                 |
| |                  |                        |                 |
| Fuente: ProCyclingStats |                  |                        |                 |
| Clasificación de la etapa |                  |                        |                 |
| Ciclista | Ciclista         | Equipo                 | Tiempo          |
| 1.º | Cees Bol         | Team DSM               | 4 h 27 min 59 s |
| 2.º | Mads Pedersen    | Trek-Segafredo         | + 0 s           |
| 3.º | Michael Matthews | BikeExchange           | + 0 s           |
| 4.º | Bryan Coquard    | B&B Hotels p/b KTM     | + 0 s           |
| 5.º | Sam Bennett      | Deceuninck-Quick Step  | + 0 s           |
| 6.º | John Degenkolb   | Lotto-Soudal           | + 0 s           |
| 7.º | Pascal Ackermann | Bora-Hansgrohe         | + 0 s           |
| 8.º | Phil Bauhaus     | Bahrain Victorious     | + 0 s           |
| 9.º | Jasper Philipsen | Alpecin-Fenix          | + 0 s           |
| 10.º | Rudy Barbier     | Israel Start-Up Nation | + 0 s           |

| \| Clasificación general \| Clasificación general \| Clasificación general \| Clasificación general \| Clasificación general \| \| Ciclista \| Ciclista \| Equipo \| Tiempo \| \| \| --------------------- \| --------------------- \| ---------------------- \| --------------------- \| --------------------- \| \| 1.º \| Michael Matthews \| BikeExchange \| 8 h 19 min 23 s \| \| \| 2.º \| Mads Pedersen \| Trek-Segafredo \| + 4 s \| \| \| 3.º \| Sam Bennett \| Deceuninck-Quick Step \| + 4 s \| \| \| 4.º \| Cees Bol \| Team DSM \| + 4 s \| \| \| 5.º \| Arnaud Démare \| Groupama-FDJ \| + 8 s \| \| \| 6.º \| André Greipel \| Israel Start-Up Nation \| + 11 s \| \| \| 7.º \| Tiesj Benoot \| Team DSM \| + 12 s \| \| \| 8.º \| Florian Vermeersch \| Lotto-Soudal \| + 12 s \| \| \| 9.º \| Jasper Stuyven \| Trek-Segafredo \| + 13 s \| \| \| 10.º \| Benjamin Swift \| Ineos Grenadiers \| + 13 s \| \| |                    |                        |                 |
| |                    |                        |                 |
| Fuente: ProCyclingStats |                    |                        |                 |
| Clasificación general |                    |                        |                 |
| Ciclista | Ciclista           | Equipo                 | Tiempo          |
| 1.º | Michael Matthews   | BikeExchange           | 8 h 19 min 23 s |
| 2.º | Mads Pedersen      | Trek-Segafredo         | + 4 s           |
| 3.º | Sam Bennett        | Deceuninck-Quick Step  | + 4 s           |
| 4.º | Cees Bol           | Team DSM               | + 4 s           |
| 5.º | Arnaud Démare      | Groupama-FDJ           | + 8 s           |
| 6.º | André Greipel      | Israel Start-Up Nation | + 11 s          |
| 7.º | Tiesj Benoot       | Team DSM               | + 12 s          |
| 8.º | Florian Vermeersch | Lotto-Soudal           | + 12 s          |
| 9.º | Jasper Stuyven     | Trek-Segafredo         | + 13 s          |
| 10.º | Benjamin Swift     | Ineos Grenadiers       | + 13 s          |

### 3.ª etapa
| Gien - Gien | contrarreloj individual | (14,4 km) |

| \| Clasificación de la etapa \| Clasificación de la etapa \| Clasificación de la etapa \| Clasificación de la etapa \| Clasificación de la etapa \| \| Ciclista \| Ciclista \| Equipo \| Tiempo \| \| \| ------------------------- \| ------------------------- \| ------------------------- \| ------------------------- \| ------------------------- \| \| 1.º \| Stefan Bissegger \| EF Education-Nippo \| 17 min 34 s \| \| \| 2.º \| Rémi Cavagna \| Deceuninck-Quick Step \| + 0 s \| \| \| 3.º \| Primož Roglič \| Jumbo-Visma \| + 6 s \| \| \| 4.º \| Brandon McNulty \| UAE Team Emirates \| + 9 s \| \| \| 5.º \| Søren Kragh Andersen \| Team DSM \| + 10 s \| \| \| 6.º \| Rohan Dennis \| Ineos Grenadiers \| + 13 s \| \| \| 7.º \| Christophe Laporte \| Cofidis \| + 13 s \| \| \| 8.º \| Dylan van Baarle \| Ineos Grenadiers \| + 14 s \| \| \| 9.º \| Yves Lampaert \| Deceuninck-Quick Step \| + 16 s \| \| \| 10.º \| Patrick Bevin \| Israel Start-Up Nation \| + 16 s \| \| |                      |                        |             |
| |                      |                        |             |
| Fuente: ProCyclingStats |                      |                        |             |
| Clasificación de la etapa |                      |                        |             |
| Ciclista | Ciclista             | Equipo                 | Tiempo      |
| 1.º | Stefan Bissegger     | EF Education-Nippo     | 17 min 34 s |
| 2.º | Rémi Cavagna         | Deceuninck-Quick Step  | + 0 s       |
| 3.º | Primož Roglič        | Jumbo-Visma            | + 6 s       |
| 4.º | Brandon McNulty      | UAE Team Emirates      | + 9 s       |
| 5.º | Søren Kragh Andersen | Team DSM               | + 10 s      |
| 6.º | Rohan Dennis         | Ineos Grenadiers       | + 13 s      |
| 7.º | Christophe Laporte   | Cofidis                | + 13 s      |
| 8.º | Dylan van Baarle     | Ineos Grenadiers       | + 14 s      |
| 9.º | Yves Lampaert        | Deceuninck-Quick Step  | + 16 s      |
| 10.º | Patrick Bevin        | Israel Start-Up Nation | + 16 s      |

| \| Clasificación general \| Clasificación general \| Clasificación general \| Clasificación general \| Clasificación general \| \| Ciclista \| Ciclista \| Equipo \| Tiempo \| \| \| --------------------- \| --------------------- \| --------------------- \| --------------------- \| --------------------- \| \| 1.º \| Stefan Bissegger \| EF Education-Nippo \| 8 h 37 min 11 s \| \| \| 2.º \| Rémi Cavagna \| Deceuninck-Quick Step \| + 0 s \| \| \| 3.º \| Primož Roglič \| Jumbo-Visma \| + 6 s \| \| \| 4.º \| Brandon McNulty \| UAE Team Emirates \| + 9 s \| \| \| 5.º \| Michael Matthews \| BikeExchange \| + 9 s \| \| \| 6.º \| Søren Kragh Andersen \| Team DSM \| + 10 s \| \| \| 7.º \| Mads Pedersen \| Trek-Segafredo \| + 12 s \| \| \| 8.º \| Christophe Laporte \| Cofidis \| + 13 s \| \| \| 9.º \| Dylan van Baarle \| Ineos Grenadiers \| + 14 s \| \| \| 10.º \| Yves Lampaert \| Deceuninck-Quick Step \| + 15 s \| \| |                      |                       |                 |
| |                      |                       |                 |
| Fuente: ProCyclingStats |                      |                       |                 |
| Clasificación general |                      |                       |                 |
| Ciclista | Ciclista             | Equipo                | Tiempo          |
| 1.º | Stefan Bissegger     | EF Education-Nippo    | 8 h 37 min 11 s |
| 2.º | Rémi Cavagna         | Deceuninck-Quick Step | + 0 s           |
| 3.º | Primož Roglič        | Jumbo-Visma           | + 6 s           |
| 4.º | Brandon McNulty      | UAE Team Emirates     | + 9 s           |
| 5.º | Michael Matthews     | BikeExchange          | + 9 s           |
| 6.º | Søren Kragh Andersen | Team DSM              | + 10 s          |
| 7.º | Mads Pedersen        | Trek-Segafredo        | + 12 s          |
| 8.º | Christophe Laporte   | Cofidis               | + 13 s          |
| 9.º | Dylan van Baarle     | Ineos Grenadiers      | + 14 s          |
| 10.º | Yves Lampaert        | Deceuninck-Quick Step | + 15 s          |

### 4.ª etapa
| Chalon-sur-Saône - Chiroubles | etapa escarpada | (188 km) |

| \| Clasificación de la etapa \| Clasificación de la etapa \| Clasificación de la etapa \| Clasificación de la etapa \| Clasificación de la etapa \| \| Ciclista \| Ciclista \| Equipo \| Tiempo \| \| \| ------------------------- \| ------------------------- \| ------------------------- \| ------------------------- \| ------------------------- \| \| 1.º \| Primož Roglič \| Jumbo-Visma \| 4 h 49 min 36 s \| \| \| 2.º \| Maximilian Schachmann \| Bora-Hansgrohe \| + 12 s \| \| \| 3.º \| Guillaume Martin \| Cofidis \| + 12 s \| \| \| 4.º \| Tiesj Benoot \| Team DSM \| + 12 s \| \| \| 5.º \| Aleksandr Vlásov \| Astana-Premier Tech \| + 12 s \| \| \| 6.º \| Lucas Hamilton \| BikeExchange \| + 12 s \| \| \| 7.º \| David Gaudu \| Groupama-FDJ \| + 16 s \| \| \| 8.º \| Quentin Pacher \| B&B Hotels p/b KTM \| + 16 s \| \| \| 9.º \| Pierre Latour \| Total Direct Énergie \| + 16 s \| \| \| 10.º \| Ion Izagirre \| Astana-Premier Tech \| + 16 s \| \| |                       |                      |                 |
| |                       |                      |                 |
| Fuente: ProCyclingStats |                       |                      |                 |
| Clasificación de la etapa |                       |                      |                 |
| Ciclista | Ciclista              | Equipo               | Tiempo          |
| 1.º | Primož Roglič         | Jumbo-Visma          | 4 h 49 min 36 s |
| 2.º | Maximilian Schachmann | Bora-Hansgrohe       | + 12 s          |
| 3.º | Guillaume Martin      | Cofidis              | + 12 s          |
| 4.º | Tiesj Benoot          | Team DSM             | + 12 s          |
| 5.º | Aleksandr Vlásov      | Astana-Premier Tech  | + 12 s          |
| 6.º | Lucas Hamilton        | BikeExchange         | + 12 s          |
| 7.º | David Gaudu           | Groupama-FDJ         | + 16 s          |
| 8.º | Quentin Pacher        | B&B Hotels p/b KTM   | + 16 s          |
| 9.º | Pierre Latour         | Total Direct Énergie | + 16 s          |
| 10.º | Ion Izagirre          | Astana-Premier Tech  | + 16 s          |

| \| Clasificación general \| Clasificación general \| Clasificación general \| Clasificación general \| Clasificación general \| \| Ciclista \| Ciclista \| Equipo \| Tiempo \| \| \| --------------------- \| --------------------- \| --------------------- \| --------------------- \| --------------------- \| \| 1.º \| Primož Roglič \| Jumbo-Visma \| 13 h 26 min 40 s \| \| \| 2.º \| Maximilian Schachmann \| Bora-Hansgrohe \| + 35 s \| \| \| 3.º \| Brandon McNulty \| UAE Team Emirates \| + 37 s \| \| \| 4.º \| Aleksandr Vlásov \| Astana-Premier Tech \| + 41 s \| \| \| 5.º \| Ion Izagirre \| Astana-Premier Tech \| + 43 s \| \| \| 6.º \| Matteo Jorgenson \| Movistar Team \| + 58 s \| \| \| 7.º \| Tiesj Benoot \| Team DSM \| + 1 min 05 s \| \| \| 8.º \| Lucas Hamilton \| BikeExchange \| + 1 min 09 s \| \| \| 9.º \| Luis León Sánchez \| Astana-Premier Tech \| + 1 min 11 s \| \| \| 10.º \| Pierre Latour \| Total Direct Énergie \| + 1 min 12 s \| \| |                       |                      |                  |
| |                       |                      |                  |
| Fuente: ProCyclingStats |                       |                      |                  |
| Clasificación general |                       |                      |                  |
| Ciclista | Ciclista              | Equipo               | Tiempo           |
| 1.º | Primož Roglič         | Jumbo-Visma          | 13 h 26 min 40 s |
| 2.º | Maximilian Schachmann | Bora-Hansgrohe       | + 35 s           |
| 3.º | Brandon McNulty       | UAE Team Emirates    | + 37 s           |
| 4.º | Aleksandr Vlásov      | Astana-Premier Tech  | + 41 s           |
| 5.º | Ion Izagirre          | Astana-Premier Tech  | + 43 s           |
| 6.º | Matteo Jorgenson      | Movistar Team        | + 58 s           |
| 7.º | Tiesj Benoot          | Team DSM             | + 1 min 05 s     |
| 8.º | Lucas Hamilton        | BikeExchange         | + 1 min 09 s     |
| 9.º | Luis León Sánchez     | Astana-Premier Tech  | + 1 min 11 s     |
| 10.º | Pierre Latour         | Total Direct Énergie | + 1 min 12 s     |

### 5.ª etapa
| Vienne - Bollène | etapa llana | (203 km) |

| \| Clasificación de la etapa \| Clasificación de la etapa \| Clasificación de la etapa \| Clasificación de la etapa \| Clasificación de la etapa \| \| Ciclista \| Ciclista \| Equipo \| Tiempo \| \| \| ------------------------- \| ------------------------- \| ---------------------------------- \| ------------------------- \| ------------------------- \| \| 1.º \| Sam Bennett \| Deceuninck-Quick Step \| 5 h 16 min 01 s \| \| \| 2.º \| Nacer Bouhanni \| Arkéa-Samsic \| + 0 s \| \| \| 3.º \| Pascal Ackermann \| Bora-Hansgrohe \| + 0 s \| \| \| 4.º \| Phil Bauhaus \| Bahrain Victorious \| + 0 s \| \| \| 5.º \| Giacomo Nizzolo \| Qhubeka Assos \| + 0 s \| \| \| 6.º \| Alexander Kristoff \| UAE Team Emirates \| + 0 s \| \| \| 7.º \| Bryan Coquard \| B&B Hotels p/b KTM \| + 0 s \| \| \| 8.º \| Christophe Laporte \| Cofidis \| + 0 s \| \| \| 9.º \| Rudy Barbier \| Israel Start-Up Nation \| + 0 s \| \| \| 10.º \| Danny van Poppel \| Intermarché-Wanty-Gobert Matériaux \| + 0 s \| \| |                    |                                    |                 |
| |                    |                                    |                 |
| Fuente: ProCyclingStats |                    |                                    |                 |
| Clasificación de la etapa |                    |                                    |                 |
| Ciclista | Ciclista           | Equipo                             | Tiempo          |
| 1.º | Sam Bennett        | Deceuninck-Quick Step              | 5 h 16 min 01 s |
| 2.º | Nacer Bouhanni     | Arkéa-Samsic                       | + 0 s           |
| 3.º | Pascal Ackermann   | Bora-Hansgrohe                     | + 0 s           |
| 4.º | Phil Bauhaus       | Bahrain Victorious                 | + 0 s           |
| 5.º | Giacomo Nizzolo    | Qhubeka Assos                      | + 0 s           |
| 6.º | Alexander Kristoff | UAE Team Emirates                  | + 0 s           |
| 7.º | Bryan Coquard      | B&B Hotels p/b KTM                 | + 0 s           |
| 8.º | Christophe Laporte | Cofidis                            | + 0 s           |
| 9.º | Rudy Barbier       | Israel Start-Up Nation             | + 0 s           |
| 10.º | Danny van Poppel   | Intermarché-Wanty-Gobert Matériaux | + 0 s           |

| \| Clasificación general \| Clasificación general \| Clasificación general \| Clasificación general \| Clasificación general \| \| Ciclista \| Ciclista \| Equipo \| Tiempo \| \| \| --------------------- \| --------------------- \| --------------------- \| --------------------- \| --------------------- \| \| 1.º \| Primož Roglič \| Jumbo-Visma \| 18 h 42 min 41 s \| \| \| 2.º \| Maximilian Schachmann \| Bora-Hansgrohe \| + 31 s \| \| \| 3.º \| Brandon McNulty \| UAE Team Emirates \| + 37 s \| \| \| 4.º \| Ion Izagirre \| Astana-Premier Tech \| + 40 s \| \| \| 5.º \| Aleksandr Vlásov \| Astana-Premier Tech \| + 41 s \| \| \| 6.º \| Matteo Jorgenson \| Movistar Team \| + 58 s \| \| \| 7.º \| Tiesj Benoot \| Team DSM \| + 1 min 04 s \| \| \| 8.º \| Lucas Hamilton \| BikeExchange \| + 1 min 08 s \| \| \| 9.º \| Luis León Sánchez \| Astana-Premier Tech \| + 1 min 11 s \| \| \| 10.º \| Pierre Latour \| Total Direct Énergie \| + 1 min 12 s \| \| |                       |                      |                  |
| |                       |                      |                  |
| Fuente: ProCyclingStats |                       |                      |                  |
| Clasificación general |                       |                      |                  |
| Ciclista | Ciclista              | Equipo               | Tiempo           |
| 1.º | Primož Roglič         | Jumbo-Visma          | 18 h 42 min 41 s |
| 2.º | Maximilian Schachmann | Bora-Hansgrohe       | + 31 s           |
| 3.º | Brandon McNulty       | UAE Team Emirates    | + 37 s           |
| 4.º | Ion Izagirre          | Astana-Premier Tech  | + 40 s           |
| 5.º | Aleksandr Vlásov      | Astana-Premier Tech  | + 41 s           |
| 6.º | Matteo Jorgenson      | Movistar Team        | + 58 s           |
| 7.º | Tiesj Benoot          | Team DSM             | + 1 min 04 s     |
| 8.º | Lucas Hamilton        | BikeExchange         | + 1 min 08 s     |
| 9.º | Luis León Sánchez     | Astana-Premier Tech  | + 1 min 11 s     |
| 10.º | Pierre Latour         | Total Direct Énergie | + 1 min 12 s     |

### 6.ª etapa
| Brignoles - Biot | etapa escarpada | (202,5 km) |

| \| Clasificación de la etapa \| Clasificación de la etapa \| Clasificación de la etapa \| Clasificación de la etapa \| Clasificación de la etapa \| \| Ciclista \| Ciclista \| Equipo \| Tiempo \| \| \| ------------------------- \| ------------------------- \| ------------------------- \| ------------------------- \| ------------------------- \| \| 1.º \| Primož Roglič \| Jumbo-Visma \| 4 h 40 min 22 s \| \| \| 2.º \| Christophe Laporte \| Cofidis \| + 0 s \| \| \| 3.º \| Michael Matthews \| BikeExchange \| + 0 s \| \| \| 4.º \| Dylan Teuns \| Bahrain Victorious \| + 0 s \| \| \| 5.º \| Aurélien Paret-Peintre \| AG2R Citroën Team \| + 0 s \| \| \| 6.º \| Lucas Hamilton \| BikeExchange \| + 0 s \| \| \| 7.º \| Bryan Coquard \| B&B Hotels p/b KTM \| + 0 s \| \| \| 8.º \| Quentin Pacher \| B&B Hotels p/b KTM \| + 0 s \| \| \| 9.º \| Sergio Luis Henao \| Qhubeka Assos \| + 0 s \| \| \| 10.º \| Krists Neilands \| Israel Start-Up Nation \| + 0 s \| \| |                        |                        |                 |
| |                        |                        |                 |
| Fuente: ProCyclingStats |                        |                        |                 |
| Clasificación de la etapa |                        |                        |                 |
| Ciclista | Ciclista               | Equipo                 | Tiempo          |
| 1.º | Primož Roglič          | Jumbo-Visma            | 4 h 40 min 22 s |
| 2.º | Christophe Laporte     | Cofidis                | + 0 s           |
| 3.º | Michael Matthews       | BikeExchange           | + 0 s           |
| 4.º | Dylan Teuns            | Bahrain Victorious     | + 0 s           |
| 5.º | Aurélien Paret-Peintre | AG2R Citroën Team      | + 0 s           |
| 6.º | Lucas Hamilton         | BikeExchange           | + 0 s           |
| 7.º | Bryan Coquard          | B&B Hotels p/b KTM     | + 0 s           |
| 8.º | Quentin Pacher         | B&B Hotels p/b KTM     | + 0 s           |
| 9.º | Sergio Luis Henao      | Qhubeka Assos          | + 0 s           |
| 10.º | Krists Neilands        | Israel Start-Up Nation | + 0 s           |

| \| Clasificación general \| Clasificación general \| Clasificación general \| Clasificación general \| Clasificación general \| \| Ciclista \| Ciclista \| Equipo \| Tiempo \| \| \| --------------------- \| ---------------------- \| --------------------- \| --------------------- \| --------------------- \| \| 1.º \| Primož Roglič \| Jumbo-Visma \| 23 h 22 min 53 s \| \| \| 2.º \| Maximilian Schachmann \| Bora-Hansgrohe \| + 41 s \| \| \| 3.º \| Ion Izagirre \| Astana-Premier Tech \| + 50 s \| \| \| 4.º \| Aleksandr Vlásov \| Astana-Premier Tech \| + 51 s \| \| \| 5.º \| Matteo Jorgenson \| Movistar Team \| + 1 min 08 s \| \| \| 6.º \| Tiesj Benoot \| Team DSM \| + 1 min 14 s \| \| \| 7.º \| Lucas Hamilton \| BikeExchange \| + 1 min 16 s \| \| \| 8.º \| Luis León Sánchez \| Astana-Premier Tech \| + 1 min 21 s \| \| \| 9.º \| Pierre Latour \| Total Direct Énergie \| + 1 min 21 s \| \| \| 10.º \| Aurélien Paret-Peintre \| AG2R Citroën Team \| + 1 min 23 s \| \| |                        |                      |                  |
| |                        |                      |                  |
| Fuente: ProCyclingStats |                        |                      |                  |
| Clasificación general |                        |                      |                  |
| Ciclista | Ciclista               | Equipo               | Tiempo           |
| 1.º | Primož Roglič          | Jumbo-Visma          | 23 h 22 min 53 s |
| 2.º | Maximilian Schachmann  | Bora-Hansgrohe       | + 41 s           |
| 3.º | Ion Izagirre           | Astana-Premier Tech  | + 50 s           |
| 4.º | Aleksandr Vlásov       | Astana-Premier Tech  | + 51 s           |
| 5.º | Matteo Jorgenson       | Movistar Team        | + 1 min 08 s     |
| 6.º | Tiesj Benoot           | Team DSM             | + 1 min 14 s     |
| 7.º | Lucas Hamilton         | BikeExchange         | + 1 min 16 s     |
| 8.º | Luis León Sánchez      | Astana-Premier Tech  | + 1 min 21 s     |
| 9.º | Pierre Latour          | Total Direct Énergie | + 1 min 21 s     |
| 10.º | Aurélien Paret-Peintre | AG2R Citroën Team    | + 1 min 23 s     |

### 7.ª etapa
| Le Broc - Valdeblore | etapa de montaña | (119,2 km) |

| \| Clasificación de la etapa \| Clasificación de la etapa \| Clasificación de la etapa \| Clasificación de la etapa \| Clasificación de la etapa \| \| Ciclista \| Ciclista \| Equipo \| Tiempo \| \| \| ------------------------- \| ------------------------- \| ------------------------- \| ------------------------- \| ------------------------- \| \| 1.º \| Primož Roglič \| Jumbo-Visma \| 3 h 09 min 18 s \| \| \| 2.º \| Gino Mäder \| Bahrain Victorious \| + 2 s \| \| \| 3.º \| Maximilian Schachmann \| Bora-Hansgrohe \| + 5 s \| \| \| 4.º \| Lucas Hamilton \| BikeExchange \| + 8 s \| \| \| 5.º \| Aleksandr Vlásov \| Astana-Premier Tech \| + 10 s \| \| \| 6.º \| Tiesj Benoot \| Team DSM \| + 10 s \| \| \| 7.º \| Guillaume Martin \| Cofidis \| + 15 s \| \| \| 8.º \| Ion Izagirre \| Astana-Premier Tech \| + 15 s \| \| \| 9.º \| Harm Vanhoucke \| Lotto-Soudal \| + 22 s \| \| \| 10.º \| Jai Hindley \| Team DSM \| + 27 s \| \| |                       |                     |                 |
| |                       |                     |                 |
| Fuente: ProCyclingStats |                       |                     |                 |
| Clasificación de la etapa |                       |                     |                 |
| Ciclista | Ciclista              | Equipo              | Tiempo          |
| 1.º | Primož Roglič         | Jumbo-Visma         | 3 h 09 min 18 s |
| 2.º | Gino Mäder            | Bahrain Victorious  | + 2 s           |
| 3.º | Maximilian Schachmann | Bora-Hansgrohe      | + 5 s           |
| 4.º | Lucas Hamilton        | BikeExchange        | + 8 s           |
| 5.º | Aleksandr Vlásov      | Astana-Premier Tech | + 10 s          |
| 6.º | Tiesj Benoot          | Team DSM            | + 10 s          |
| 7.º | Guillaume Martin      | Cofidis             | + 15 s          |
| 8.º | Ion Izagirre          | Astana-Premier Tech | + 15 s          |
| 9.º | Harm Vanhoucke        | Lotto-Soudal        | + 22 s          |
| 10.º | Jai Hindley           | Team DSM            | + 27 s          |

| \| Clasificación general \| Clasificación general \| Clasificación general \| Clasificación general \| Clasificación general \| \| Ciclista \| Ciclista \| Equipo \| Tiempo \| \| \| --------------------- \| --------------------- \| --------------------- \| --------------------- \| --------------------- \| \| 1.º \| Primož Roglič \| Jumbo-Visma \| 26 h 32 min 01 s \| \| \| 2.º \| Maximilian Schachmann \| Bora-Hansgrohe \| + 52 s \| \| \| 3.º \| Aleksandr Vlásov \| Astana-Premier Tech \| + 1 min 11 s \| \| \| 4.º \| Ion Izagirre \| Astana-Premier Tech \| + 1 min 15 s \| \| \| 5.º \| Tiesj Benoot \| Team DSM \| + 1 min 34 s \| \| \| 6.º \| Lucas Hamilton \| BikeExchange \| + 1 min 34 s \| \| \| 7.º \| Guillaume Martin \| Cofidis \| + 2 min 06 s \| \| \| 8.º \| Steven Kruijswijk \| Jumbo-Visma \| + 2 min 07 s \| \| \| 9.º \| Jack Haig \| Bahrain Victorious \| + 2 min 10 s \| \| \| 10.º \| Matteo Jorgenson \| Movistar Team \| + 2 min 21 s \| \| |                       |                     |                  |
| |                       |                     |                  |
| Fuente: ProCyclingStats |                       |                     |                  |
| Clasificación general |                       |                     |                  |
| Ciclista | Ciclista              | Equipo              | Tiempo           |
| 1.º | Primož Roglič         | Jumbo-Visma         | 26 h 32 min 01 s |
| 2.º | Maximilian Schachmann | Bora-Hansgrohe      | + 52 s           |
| 3.º | Aleksandr Vlásov      | Astana-Premier Tech | + 1 min 11 s     |
| 4.º | Ion Izagirre          | Astana-Premier Tech | + 1 min 15 s     |
| 5.º | Tiesj Benoot          | Team DSM            | + 1 min 34 s     |
| 6.º | Lucas Hamilton        | BikeExchange        | + 1 min 34 s     |
| 7.º | Guillaume Martin      | Cofidis             | + 2 min 06 s     |
| 8.º | Steven Kruijswijk     | Jumbo-Visma         | + 2 min 07 s     |
| 9.º | Jack Haig             | Bahrain Victorious  | + 2 min 10 s     |
| 10.º | Matteo Jorgenson      | Movistar Team       | + 2 min 21 s     |

### 8.ª etapa
| Plan-du-Var - Levens | etapa escarpada | (93,1 km) |

| \| Clasificación de la etapa \| Clasificación de la etapa \| Clasificación de la etapa \| Clasificación de la etapa \| Clasificación de la etapa \| \| Ciclista \| Ciclista \| Equipo \| Tiempo \| \| \| ------------------------- \| ------------------------- \| ------------------------- \| ------------------------- \| ------------------------- \| \| 1.º \| Magnus Cort \| EF Education-Nippo \| 2 h 16 min 58 s \| \| \| 2.º \| Christophe Laporte \| Cofidis \| + 0 s \| \| \| 3.º \| Pierre Latour \| Total Direct Énergie \| + 0 s \| \| \| 4.º \| Dylan Teuns \| Bahrain Victorious \| + 0 s \| \| \| 5.º \| Warren Barguil \| Arkéa-Samsic \| + 0 s \| \| \| 6.º \| Dylan van Baarle \| Ineos Grenadiers \| + 0 s \| \| \| 7.º \| Ion Izagirre \| Astana-Premier Tech \| + 0 s \| \| \| 8.º \| Matteo Jorgenson \| Movistar Team \| + 0 s \| \| \| 9.º \| Yves Lampaert \| Deceuninck-Quick Step \| + 0 s \| \| \| 10.º \| Maximilian Schachmann \| Bora-Hansgrohe \| + 0 s \| \| |                       |                       |                 |
| |                       |                       |                 |
| Fuente: ProCyclingStats |                       |                       |                 |
| Clasificación de la etapa |                       |                       |                 |
| Ciclista | Ciclista              | Equipo                | Tiempo          |
| 1.º | Magnus Cort           | EF Education-Nippo    | 2 h 16 min 58 s |
| 2.º | Christophe Laporte    | Cofidis               | + 0 s           |
| 3.º | Pierre Latour         | Total Direct Énergie  | + 0 s           |
| 4.º | Dylan Teuns           | Bahrain Victorious    | + 0 s           |
| 5.º | Warren Barguil        | Arkéa-Samsic          | + 0 s           |
| 6.º | Dylan van Baarle      | Ineos Grenadiers      | + 0 s           |
| 7.º | Ion Izagirre          | Astana-Premier Tech   | + 0 s           |
| 8.º | Matteo Jorgenson      | Movistar Team         | + 0 s           |
| 9.º | Yves Lampaert         | Deceuninck-Quick Step | + 0 s           |
| 10.º | Maximilian Schachmann | Bora-Hansgrohe        | + 0 s           |

## Clasificaciones finales
- Las clasificaciones finalizaron de la siguiente forma:[4]

### Clasificación general
| \| Clasificación general \| Clasificación general \| Clasificación general \| Clasificación general \| Clasificación general \| \| Ciclista \| Ciclista \| Equipo \| Tiempo \| \| \| --------------------- \| ---------------------- \| --------------------- \| --------------------- \| --------------------- \| \| 1.º \| Maximilian Schachmann \| Bora-Hansgrohe \| 28 h 49 min 51 s \| \| \| 2.º \| Aleksandr Vlásov \| Astana-Premier Tech \| + 19 s \| \| \| 3.º \| Ion Izagirre \| Astana-Premier Tech \| + 23 s \| \| \| 4.º \| Lucas Hamilton \| BikeExchange \| + 41 s \| \| \| 5.º \| Tiesj Benoot \| Team DSM \| + 42 s \| \| \| 6.º \| Guillaume Martin \| Cofidis \| + 1 min 14 s \| \| \| 7.º \| Jack Haig \| Bahrain Victorious \| + 1 min 18 s \| \| \| 8.º \| Matteo Jorgenson \| Movistar Team \| + 1 min 29 s \| \| \| 9.º \| Aurélien Paret-Peintre \| AG2R Citroën Team \| + 1 min 31 s \| \| \| 10.º \| Gino Mäder \| Bahrain Victorious \| + 1 min 32 s \| \| |                        |                     |                  |
| |                        |                     |                  |
| Fuente: ProCyclingStats |                        |                     |                  |
| Clasificación general |                        |                     |                  |
| Ciclista | Ciclista               | Equipo              | Tiempo           |
| 1.º | Maximilian Schachmann  | Bora-Hansgrohe      | 28 h 49 min 51 s |
| 2.º | Aleksandr Vlásov       | Astana-Premier Tech | + 19 s           |
| 3.º | Ion Izagirre           | Astana-Premier Tech | + 23 s           |
| 4.º | Lucas Hamilton         | BikeExchange        | + 41 s           |
| 5.º | Tiesj Benoot           | Team DSM            | + 42 s           |
| 6.º | Guillaume Martin       | Cofidis             | + 1 min 14 s     |
| 7.º | Jack Haig              | Bahrain Victorious  | + 1 min 18 s     |
| 8.º | Matteo Jorgenson       | Movistar Team       | + 1 min 29 s     |
| 9.º | Aurélien Paret-Peintre | AG2R Citroën Team   | + 1 min 31 s     |
| 10.º | Gino Mäder             | Bahrain Victorious  | + 1 min 32 s     |

### Clasificación de la montaña
| Clasificación de la montaña | Clasificación de la montaña | Clasificación de la montaña | Clasificación de la montaña | Clasificación de la montaña |
| Ciclista                    | Ciclista                    | Equipo                      | Puntos                      |                             |
| --------------------------- | --------------------------- | --------------------------- | --------------------------- | --------------------------- |
| 1.º                         | Anthony Perez               | Cofidis                     | 67 pts                      |                             |
| 2.º                         | Julien Bernard              | Trek-Segafredo              | 26 pts                      |                             |
| 3.º                         | Primož Roglič               | Jumbo-Visma                 | 20 pts                      |                             |
| 4.º                         | Fabien Doubey               | Total Direct Énergie        | 20 pts                      |                             |
| 5.º                         | Kenny Elissonde             | Trek-Segafredo              | 15 pts                      |                             |
| 6.º                         | Maximilian Schachmann       | Bora-Hansgrohe              | 14 pts                      |                             |
| 7.º                         | Oliver Naesen               | AG2R Citroën Team           | 7 pts                       |                             |
| 8.º                         | Victor Campenaerts          | Qhubeka Assos               | 6 pts                       |                             |
| 9.º                         | Dylan van Baarle            | Ineos Grenadiers            | 5 pts                       |                             |
| 10.º                        | Warren Barguil              | Arkéa-Samsic                | 5 pts                       |                             |

### Clasificación de los puntos
| Clasificación por puntos | Clasificación por puntos | Clasificación por puntos | Clasificación por puntos | Clasificación por puntos |
| Ciclista                 | Ciclista                 | Equipo                   | Puntos                   |                          |
| ------------------------ | ------------------------ | ------------------------ | ------------------------ | ------------------------ |
| 1.º                      | Primož Roglič            | Jumbo-Visma              | 57 pts                   |                          |
| 2.º                      | Sam Bennett              | Deceuninck-Quick Step    | 39 pts                   |                          |
| 3.º                      | Christophe Laporte       | Cofidis                  | 34 pts                   |                          |
| 4.º                      | Michael Matthews         | BikeExchange             | 28 pts                   |                          |
| 5.º                      | Maximilian Schachmann    | Bora-Hansgrohe           | 26 pts                   |                          |
| 6.º                      | Lucas Hamilton           | BikeExchange             | 21 pts                   |                          |
| 7.º                      | Bryan Coquard            | B&B Hotels p/b KTM       | 21 pts                   |                          |
| 8.º                      | Mads Pedersen            | Trek-Segafredo           | 21 pts                   |                          |
| 9.º                      | Magnus Cort              | EF Education-Nippo       | 15 pts                   |                          |
| 10.º                     | Stefan Bissegger         | EF Education-Nippo       | 15 pts                   |                          |

### Clasificación de los jóvenes
| Clasificación del mejor joven | Clasificación del mejor joven | Clasificación del mejor joven | Clasificación del mejor joven | Clasificación del mejor joven |
| Ciclista                      | Ciclista                      | Equipo                        | Tiempo                        |                               |
| ----------------------------- | ----------------------------- | ----------------------------- | ----------------------------- | ----------------------------- |
| 1.º                           | Aleksandr Vlásov              | Astana-Premier Tech           | 28 h 50 min 10 s              |                               |
| 2.º                           | Lucas Hamilton                | BikeExchange                  | + 22 s                        |                               |
| 3.º                           | Matteo Jorgenson              | Movistar Team                 | + 1 min 10 s                  |                               |
| 4.º                           | Aurélien Paret-Peintre        | AG2R Citroën Team             | + 1 min 12 s                  |                               |
| 5.º                           | Gino Mäder                    | Bahrain Victorious            | + 1 min 13 s                  |                               |
| 6.º                           | Harm Vanhoucke                | Lotto-Soudal                  | + 1 min 22 s                  |                               |
| 7.º                           | Jai Hindley                   | Team DSM                      | + 2 min 17 s                  |                               |
| 8.º                           | Neilson Powless               | EF Education-Nippo            | + 5 min 18 s                  |                               |
| 9.º                           | Dorian Godon                  | AG2R Citroën Team             | + 20 min 38 s                 |                               |
| 10.º                          | Matteo Sobrero                | Astana-Premier Tech           | + 23 min 56 s                 |                               |

### Clasificación por equipos
| Clasificación por equipos | Clasificación por equipos | Clasificación por equipos | Clasificación por equipos |
| Equipo                    | Equipo                    | Tiempo                    |                           |
| ------------------------- | ------------------------- | ------------------------- | ------------------------- |
| 1.º                       | Astana-Premier Tech       | 86 h 32 min 39 s          |                           |
| 2.º                       | Bahrain Victorious        | + 3 min 02 s              |                           |
| 3.º                       | AG2R Citroën Team         | + 7 min 12 s              |                           |
| 4.º                       | Cofidis                   | + 21 min 37 s             |                           |
| 5.º                       | Jumbo-Visma               | + 23 min 54 s             |                           |
| 6.º                       | Movistar Team             | + 26 min 12 s             |                           |
| 7.º                       | Qhubeka Assos             | + 29 min 53 s             |                           |
| 8.º                       | Trek-Segafredo            | + 41 min 37 s             |                           |
| 9.º                       | Team DSM                  | + 42 min 15 s             |                           |
| 10.º                      | Ineos Grenadiers          | + 42 min 38 s             |                           |

## Evolución de las clasificaciones
| Etapa                   | Vencedor                | Clasificación general | Clasificación de la montaña | Clasificación de los puntos | Clasificación de los jóvenes | Clasificación por equipos |
| ----------------------- | ----------------------- | --------------------- | --------------------------- | --------------------------- | ---------------------------- | ------------------------- |
| 1.ª                     | Sam Bennett             | Sam Bennett           | Fabien Doubey               | Sam Bennett                 | Jasper Philipsen             | Israel Start-Up Nation    |
| 2.ª                     | Cees Bol                | Michael Matthews      | Fabien Doubey               | Sam Bennett                 | Florian Vermeersch           | Israel Start-Up Nation    |
| 3.ª                     | Stefan Bissegger        | Stefan Bissegger      | Fabien Doubey               | Sam Bennett                 | Stefan Bissegger             | Deceuninck-Quick Step     |
| 4.ª                     | Primož Roglič           | Primož Roglič         | Anthony Perez               | Primož Roglič               | Brandon McNulty              | Astana-Premier Tech       |
| 5.ª                     | Sam Bennett             | Primož Roglič         | Anthony Perez               | Sam Bennett                 | Brandon McNulty              | Astana-Premier Tech       |
| 6.ª                     | Primož Roglič           | Primož Roglič         | Anthony Perez               | Primož Roglič               | Aleksandr Vlasov             | Astana-Premier Tech       |
| 7.ª                     | Primož Roglič           | Primož Roglič         | Anthony Perez               | Primož Roglič               | Aleksandr Vlasov             | Astana-Premier Tech       |
| 8.ª                     | Magnus Cort             | Maximilian Schachmann | Anthony Perez               | Primož Roglič               | Aleksandr Vlasov             | Astana-Premier Tech       |
| Clasificaciones finales | Clasificaciones finales | Maximilian Schachmann | Anthony Perez               | Primož Roglič               | Aleksandr Vlasov             | Astana-Premier Tech       |

## Ciclistas participantes y posiciones finales
Convenciones:
- AB-N: Abandono en la etapa "N"
- FLT-N: Retiro por llegada fuera del límite de tiempo en la etapa "N"
- NTS-N: No tomó la salida para la etapa "N"
- DES-N: Descalificado o expulsado en la etapa "N"

## UCI World Ranking
La París-Niza otorgó puntos para el UCI World Ranking para corredores de los equipos en las categorías UCI WorldTeam, UCI ProTeam y Continental. Las siguientes tablas son el baremo de puntuación y los 10 corredores que obtuvieron más puntos:
| Posición              | 1.º | 2.º | 3.º | 4.º | 5.º | 6.º | 7.º | 8.º | 9.º | 10.º | 11.º | 12.º | 13.º | 14.º | 15.º | 16.º-20.º | 21.º-30.º | 31.º-50.º | 51.º-55.º | 56.º-60.º |
| Clasificación general | 500 | 400 | 325 | 275 | 225 | 175 | 150 | 125 | 100 | 85   | 70   | 60   | 50   | 40   | 35   | 30        | 20        | 10        | 5         | 3         |
| Por etapa             | 60  | 25  | 10  |     |     |     |     |     |     |      |      |      |      |      |      |           |           |           |           |           |
| Líder                 | 10  |     |     |     |     |     |     |     |     |      |      |      |      |      |      |           |           |           |           |           |

| Clasificación |                       |                            |         |       |       |       |
| Posición      | Ciclista              | Equipo                     | General | Etapa | Líder | Total |
| ------------- | --------------------- | -------------------------- | ------- | ----- | ----- | ----- |
| 1.º           | Maximilian Schachmann | Bora-Hansgrohe             | 500     | 35    | -     | 535   |
| 2.º           | Aleksandr Vlasov      | Astana-Premier Tech        | 400     | -     | -     | 400   |
| 3.º           | Ion Izagirre          | Astana-Premier Tech        | 325     | -     | -     | 325   |
| 4.º           | Lucas Hamilton        | BikeExchange               | 275     | -     | -     | 275   |
| 5.º           | Primož Roglič         | Jumbo-Visma                | 35      | 190   | 40    | 265   |
| 6.º           | Tiesj Benoot          | DSM                        | 225     | -     | -     | 225   |
| 7.º           | Guillaume Martin      | Cofidis, Solutions Crédits | 175     | 10    | -     | 185   |
| 8.º           | Jack Haig             | Bahrain Victorious         | 150     | -     | -     | 150   |
| 9.º           | Sam Bennett           | Deceuninck-Quick Step      | -       | 120   | 10    | 130   |
| 10.º          | Matteo Jorgenson      | Movistar                   | 125     | -     | -     | 125   |